# Ivan Good
Ivan Good (Antwerpen, 23 juni 1930 – Oostende, 9 maart 2019) was een Belgisch kunstschilder.

## Biografie
Goods familie is van Deens-Britse herkomst. Hij was leerling van M. Van den Brempt in Antwerpen en van de École d'Art in Genève (publiciteitstekenen). Hij ontwierp de stand van de Compagnie Maritime Belge voor Expo 58 in Brussel.
Good schilderde marines, portretten van bestaande zeilboten en taferelen waarin hij vaartuigen in een bevreemdend decor voorstelde.
Hij voerde een schilderopdracht uit voor de NASA wat hem de titel Official Nasa Artist 41 Mission opleverde.
Hij was lid van De Belgische Marine-Schilders. Hij woonde en werkte in Brussel en Oostende. Ivan Good overleed in 2019 op 89-jarige leeftijd.

## Tentoonstellingen
- individuele tentoonstelling in het Museum voor Schone Kunsten, Oostende.
- 2012, Oostende, Galerie La Pipe

Tour & Taxis Brussels
Musée Olympic Lausanne (SUI)
Galerie Royale Paris (FRA)
Galerie Municipale Antibes (FRA)
MG Art Zeebrugge

## Verzamelingen
- Oostende, Kunstmuseum aan Zee (ex verz. Museum voor Schone Kunsten)

Olympic Museum Lausanne (SUI)
Scheepvaartmuseum Antwerpen
Musée maritime Québec (CAN)